# Bitwa pod Wólką

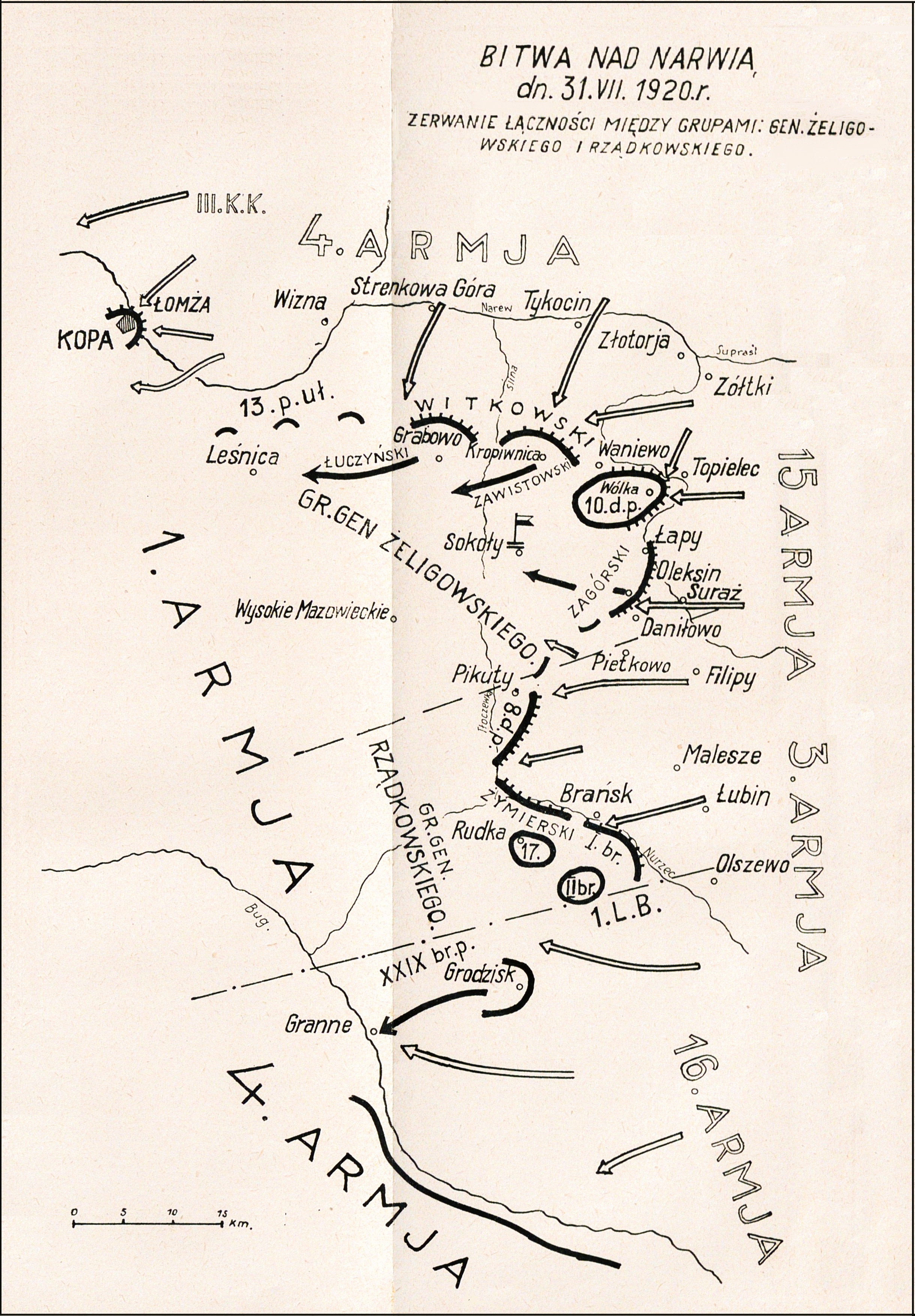
Generał Lucjan Żeligowski, Wojna w roku 1920 – wspomnienia i rozważania

Bitwa pod Wólką – walki polskich 36 pułku piechoty i 21 pułku piechoty z oddziałami sowieckiej 4 Dywizji Strzelców i 11 Dywizji Strzelców w czasie lipcowej ofensywy Frontu Zachodniego Michaiła Tuchaczewskiego podczas wojny polsko-bolszewickiej.

## Położenie wojsk przed bitwą
W pierwszej dekadzie lipca przełamany został front polski nad Autą, a wojska Frontu Północno-Wschodniego gen. Stanisława Szeptyckiego cofały się pod naporem ofensywy Michaiła Tuchaczewskiego.
Naczelne Dowództwo Wojska Polskiego nakazało powstrzymanie wojsk sowieckiego Frontu Zachodniego na linii dawnych okopów niemieckich z okresu I wojny światowej.
Sytuacja operacyjna, a szczególnie upadek Wilna i obejście pozycji polskich od północy, wymusiła dalszy odwrót wojsk polskich.
1 Armia gen. Gustawa Zygadłowicza cofała się nad Niemen, 4 Armia nad Szczarę, a Grupa Poleska na Kanał Ogińskiego i Pińsk.
Obrona wojsk polskich na linii Niemna i Szczary również nie spełniła oczekiwań. W walce z przeciwnikiem oddziały polskie poniosły duże straty i zbyt wcześnie zaczęły wycofanie na linię Bugu.
W końcu lipca Front Północno-Wschodni znajdował się w odwrocie na linię Bugu i Narwi. Grupa gen. Władysława Junga została zepchnięta za Narew, a grupa gen. Daniela Konarzewskiego stała między Prużaną a Berezą Kartuską. Między obiema grupami, podległymi 4 Armii, wytworzyła się kilkudziesięciokilometrowa luka, w którą wtargnęły sowieckie 2 i 17 Dywizje Strzelców. Po obu stronach linii kolejowej Łuniniec – Brześć cofała się Grupa Poleska gen. Władysława Sikorskiego. Odwrót wojsk gen. Sikorskiego nie był wymuszony działaniami przeciwnika, ale wydarzeniami na północnym odcinku frontu.
Plan polskiego Naczelnego Dowództwa zakładał, że 1. i 4 Armia oraz Grupa Poleska do 5 sierpnia będą bronić linii Narew – Orlanka oraz Leśna – Brześć i w ten sposób umożliwią przygotowanie kontrofensywy z rejonu Brześcia na lewe skrzydło wojsk Frontu Zachodniego Michaiła Tuchaczewskiego. Rozstrzygającą operację na linii Bug, Ostrołęka, Omulew doradzał też gen. Maxime Weygand.
Warunkiem powodzenia było utrzymanie posiadającej wielkie znaczenie strategiczne Twierdzy Brzeskiej oraz pobicie 1 Armii Konnej Siemiona Budionnego, co umożliwiłoby ściągnięcie nad Bug części sił polskich z Galicji.
28 lipca Front Północno-Wschodni był nadal w odwrocie. 1 Armia opuściła Białystok i wycofała się na linię Narwi. Na lewym skrzydle polskiego frontu sowiecki III Korpus Kawalerii Gaja Gaja nadal parł na zachód, dochodząc aż pod Łomżę. Zagrożone zostało zarówno skrzydło, jak i tyły 1 Armii. W tym czasie zarówno dowódca armii, jak i dowódca frontu nie posiadali znaczących odwodów operacyjnych.

## Walki pod Wólką
W ostatnich dniach lipca, po przegranej bitwie nad Niemnem, polska 8 Dywizja Piechoty z grupy gen. Lucjana Żeligowskiego cofała się nad Narew. Oddziały sowieckiej 15 Armii wyprzedziły Polaków, a w rejonie Wólki polską dywizję zaatakowały silne oddziały sowieckie z 4 i 11 Dywizji Strzelców.
Atakowane w rejonie toru kolejowego na południe od Juchnowca oraz pod wsią Biele pułki XVI Brygady Piechoty musiały przebijać się przez pierścień okrążenia. Otoczone pododdziały 21. i 36 pp  przebijały się walcząc na bagnety. I i III/ 36 pp udało się wyjść z okrążenia.
Oddziały polskie poniosły wysokie straty. 21 pułk piechoty stracił około pięciuset żołnierzy i połowę posiadanej broni maszynowej (19 ciężkich karabinów maszynowych). Straty 36 pułku piechoty to około 250 żołnierzy. Praktycznie II bataliony obu tych pułków przestały istnieć.
Krwawe walki obu pułków pozwoliły jednak na chwilę powstrzymać marsz nieprzyjaciela ku Narwi i utrzymać stanowiska obronne na północ od Wólki. Ocaliło to tabory 8 DP. Nocą z 28 na 29 lipca  Polacy wycofali się za Narew. Oceniając zaciętość walki, sowieccy dowódcy uznali, że jest ona wstępem do poważniejszego i dłuższego oporu wojsk polskich i pośpiesznie ściągnęli w ten rejon kilka swoich dywizji, powodując zmniejszenie nacisku na innych odcinkach i opóźniając znacznie pościg.